# 芳香烃
芳香烴简称芳烃，為苯及其只含碳与氢的衍生物的總稱，乃指分子结构中含有一个或者多个苯环的烃类化合物。其中最简单和最重要的芳香烃是苯及其同系物甲苯、二甲苯、乙苯等。名稱來源由於有機化學發展初期，這一類化合物幾乎都在揮發性、有香味的物質中發現，例如：從安息香膠中取得安息香酸，自苦杏仁油取得苯甲醛等。但後來許多性質應屬芳香族的化合物，卻沒有擁有香味，因此現今芳香烴，意指的只是這些含有苯環的化合物。
此外，在芳香族中，一些芳香環中並不完全是苯的結構，而是其中的碳原子，會被氮、氧、硫等元素取代，我們稱之為雜環，例如：像是呋喃的五元環中，包括一個氧原子，吡咯中含有一個氮原子，噻吩含有一個硫原子等。
而芳烃可分为：
- 单环芳烃
- 稠环芳烃

而具有鏈狀的芳香烴一般稱之為脂芳烴（arenes），常見的脂芳烴有甲苯、乙苯、苯乙烯等。

甲苯
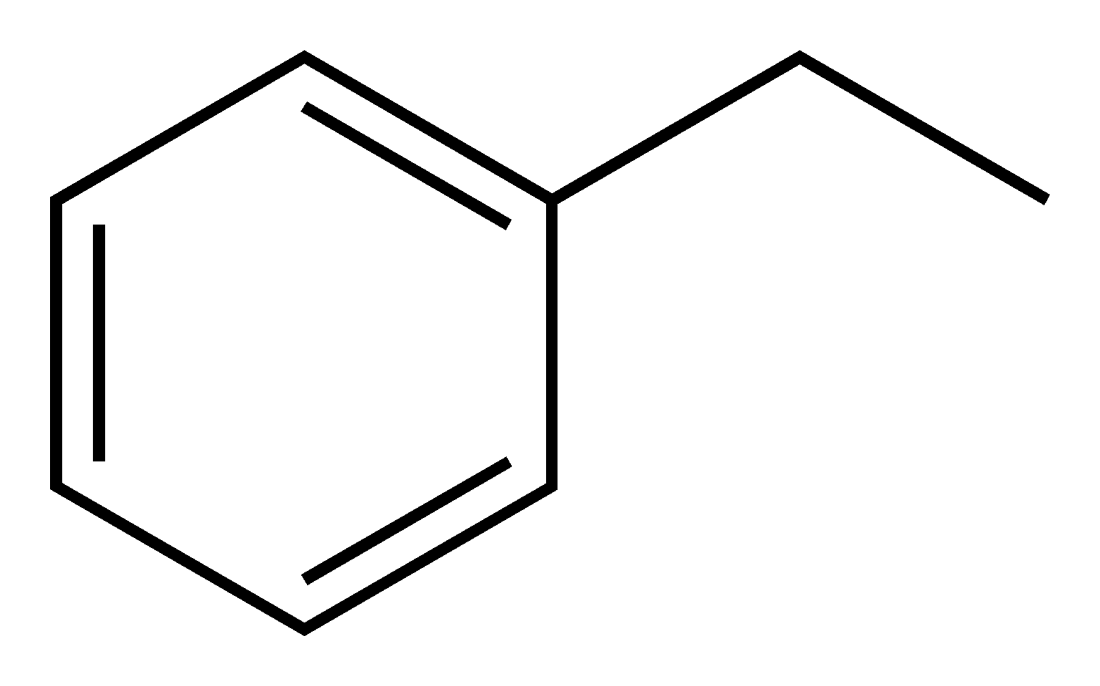
乙苯
苯乙烯

## 苯環模型

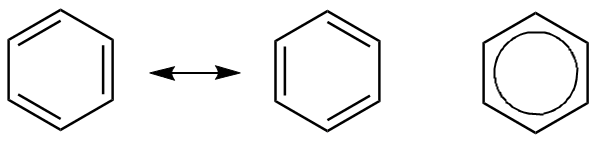
苯共振式

苯，為最簡單的一種芳香烴，芳香族化合物皆由其衍生而成，首先在1865年，由弗里德里希·凱庫勒年提出了苯環單鍵、雙鍵交替排列、無限共軛的結構，即現在所謂「凱庫勒式」。又提出了苯中的雙鍵並不是固定的，而是會藉由共振，產生介於單鍵與雙鍵之間的鍵長，以圓圈型的符號表示代表苯中電子的未定域化。苯結構是一個平面正六邊形分子，碳原子以sp2軌域鍵結，所以任二鍵互成120°。

## 性質
芳香烴具有下列性質，一般稱之為芳香性（aromaticity）：
1. 具有特別的穩定性，通常每個雙鍵氫化熱為28~30仟卡，預估環己三烯的氫化熱為85.8仟卡，但實際上該化合物（即苯）的氫化熱只有49.8仟卡，低了預估值36仟卡，這個值稱為苯的共振能（resonance energy），穩定了整個化合物。
2. 苯的核磁共振光譜（NMR）出現在7.3ppm，比一般烯類的氫原子還要處於低磁場（down field），這是因為苯的電子環可產生誘導磁場(induced magnetic field)，使的質子所需的感應磁場較弱，這種往低磁場方向移動的特性可用來檢驗一化合物是否具有芳香性。
3. 由苯的分子式C6H6，看起來應屬於不飽和烴，但比較它與環己烯的性質後就會發現截然不同，苯中看似擁有雙鍵，應具有不飽和烴活性大的性質，但由於π電子的共振結合，卻異常安定，故反應性通常比烯類還小。下表比較苯與環己烯的性質：

| 試劑                 | 環己烯                      | 苯                                 |
| -------------------- | --------------------------- | ---------------------------------- |
| KMnO4 （冷、稀溶液） | 迅速氧化                    | 無反應                             |
| Br2/CCl4 （黑暗中）  | 迅速加成                    | 無反應                             |
| HI                   | 迅速加成                    | 無反應                             |
| H2+Ni                | 迅速氫化 (25度C，20 lb/in2) | 緩慢氫化 (100~200度C，1500 lb/in2) |

德國化學家Hückel根據量子力學計算，若環狀電子要具備芳香性，共振電子數必須為4n+2個（n=0,1,2,...），ex：苯環有六個共振電子，符合Hückel規則故為芳香族；環庚三烯基陽離子（cycloheptatrienyl cation）有六個π電子，所以具備穩定的芳香性；；環庚三烯基陰離子（cycloheptatrienyl anion）有八個π電子，故較不穩定。

## 芳香烴反應

### 取代反應
這是芳香烴的有機反應中最常見的反應，可分為親電芳香取代反應和親核芳香取代反應，通常是其中的氫原子被其他物質所取代。

#### 親電芳香取代反應

親電芳香取代反應

親電芳香取代反應（electrophilic aromatic substitution），為親電試劑與芳香環所進行的取代反應，該反應類型主要可分為硝化反應、鹵代反應、磺化反應以及傅-克反應。反應機構中有一個中間物，而他會進行共振，這個中間物有個特別的名稱，一般稱之為σ-複合物或者芳基正離子（arenium ion），整個反應為環當親核基攻擊親電試劑，產生σ-複合物，再用鹼抓住並脫去質子，完成取代反應。

#### 親核取代反應
親核芳香取代反應，為親核劑與芳香環所進行的取代反應，該反應類型主要可分為加成-消去與消去-加成二種。加成-消去主要依循SNAr反應機構，而不是遵循過去常見的SN1以及SN2反應機構，過程中亦會產生一會共振的中間物，但這個中間物所帶的是負電荷，所以我們不叫他sigma複合物而稱之為Meisenheimer複合物。消去-加成反應則是在反應過程中形成一種名為苯炔的中間物，再利用親核基攻擊苯炔，完成取代反應。是利用同位素標定法確定其反應機構，並用狄爾斯－阿爾德反應的捕捉技巧，確認這個反應性很強的中間物存在。

### 显色反应
芳烃和一些试剂作用，可以产生特征颜色，用于鉴别不同种类的芳烃：
| 名称           | 结构式 | 在无水三氯化铝的存在下 与氯仿反应显色 | 在四氯化碳溶液中 和五氯化锑反应显色 | 和甲醛-硫酸试剂作用显色 （Le Rosen 试验） |
| -------------- | ------ | ------------------------------------- | ----------------------------------- | ----------------------------------------- |
| 苯             |        | 橙色至红色 （苯及同系物）             | 黄色                                | 红色                                      |
| 甲苯           |        | 黄橙色（硝基苯溶剂）                  |                                     | 红色                                      |
| 乙苯           |        |                                       |                                     | 红褐色                                    |
| 正丁苯         |        |                                       |                                     | 红色                                      |
| 均三甲苯       |        |                                       |                                     | 黄褐色                                    |
| 六甲基苯       |        | 暗红色（硝基苯溶剂）                  |                                     |                                           |
| 六乙基苯       |        |                                       |                                     | 黄色                                      |
| 1,3,5-三苯基苯 |        |                                       |                                     | 蓝色                                      |
| 苯甲醚         |        |                                       |                                     | 红紫色                                    |
| 苯甲醛         |        |                                       |                                     | 红色 黄棕色（浓硫酸中）                   |
| 二苯基乙烯     |        |                                       |                                     | 棕色                                      |
| 芳基卤化物     |        | 橙色至红色                            |                                     | 粉红色至紫红色                            |
| 没食子酸       |        |                                       |                                     | 黄绿色                                    |
| 苯酚           |        |                                       |                                     | 红紫色                                    |
| 对苯二酚       |        |                                       |                                     | 黑色                                      |
| 萘             |        | 蓝色或紫色 （萘及衍生物）             |                                     | 绿色                                      |
| 联苯           |        | 紫色                                  |                                     | 蓝绿色                                    |
| 联苄           |        |                                       |                                     | 暗红色                                    |
| 三联苯         |        |                                       |                                     | 蓝色或绿蓝色                              |
| 二苯甲烷       |        |                                       |                                     | 红色                                      |
| 菲             |        | 紫色                                  |                                     |                                           |
| 蒽             |        | 绿色                                  | 绿色沉淀                            | 黄绿色                                    |
| 芴             |        |                                       |                                     | 绿色                                      |
| 咔唑           |        |                                       |                                     | 绿色                                      |

反应机理：
3 C6H6 + CHCl3 —AlCl3→ Ph3CH + 3 HCl
Ph3CH + AlCl3 → Ph3C+AlCl4-
ArH + SbCl5 → ArH*+ + SbCl5*-
2 SbCl5*- → SbCl4- + SbCl6-
2 C6H6 + CH2O → Ph-CH2-Ph + H2O
Ph-CH2-Ph + 2 H2SO4 → Ph-CH=C6H4=O + 3 H2O + 2 SO2

## 多環芳香烴

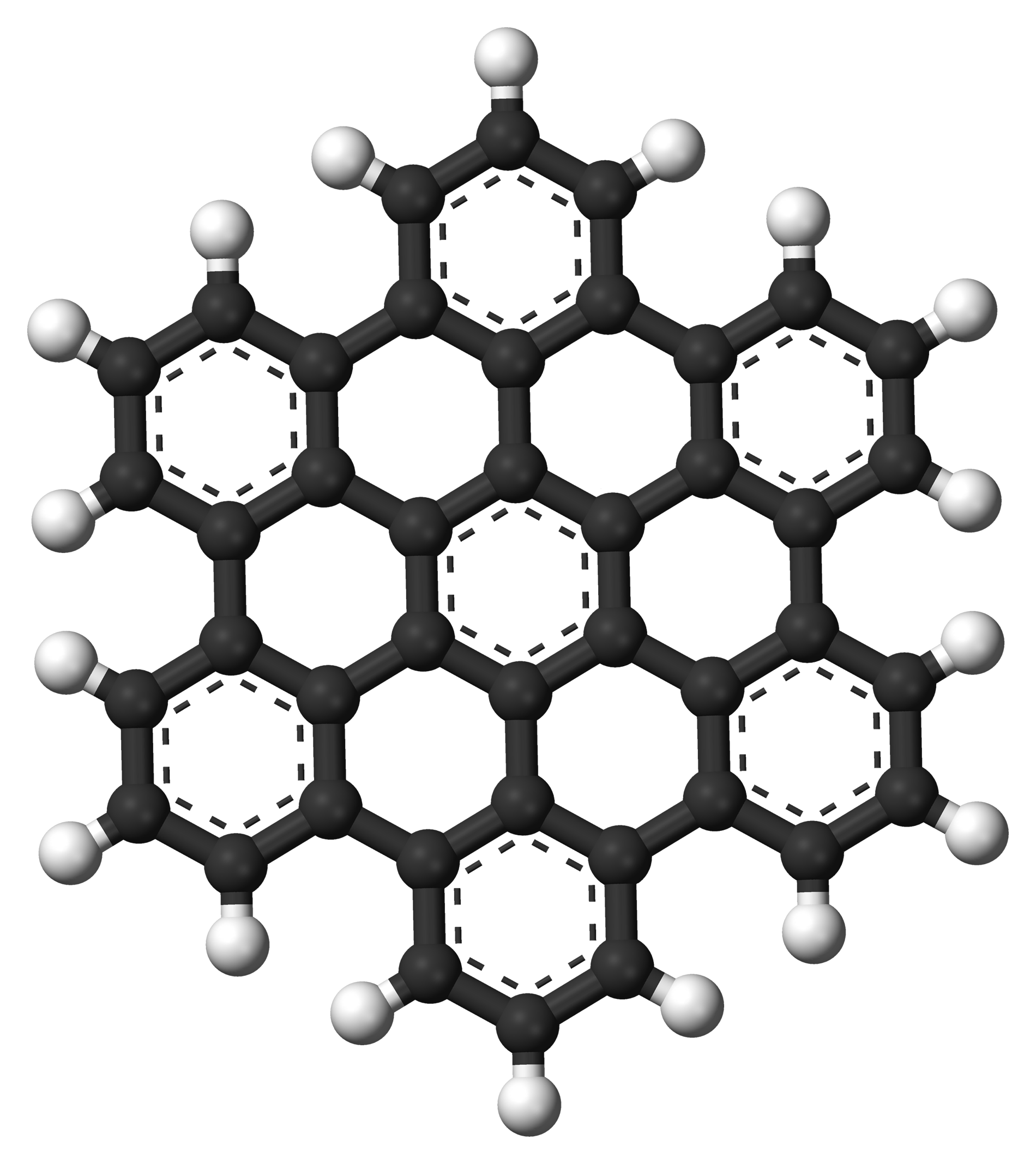
六苯并蒄是一種大型多環芳香烴。

多环芳香烃（PAHs）是由芳香环結合而成且不含有杂原子和取代基的芳香烴。萘是最簡單的多環芳香烴之一。多環芳香烴存在於油、煤炭和焦油中，是燃料（無論是化石燃料還是生物質）燃燒的副產品。多環芳香烴作為污染物，它們受到關切，因為一些化合物被確認會致癌、導致變異或引起發展缺陷。多環芳香烴也出現於食物中。根據研究，高溫烹飪的肉（如燒烤）和熏魚中含有大量多環芳香烴。
它們也存在於星际物质、彗星和隕石中，可能是形成最早生命形式的主要物質。在石墨烯中，多環芳香烴被擴大成大型平面結構。

## 苯及其衍生物

苯及其衍生物
甲苯
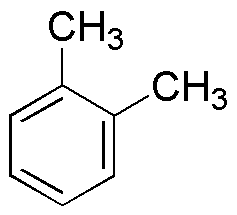
鄰二甲苯
對二甲苯
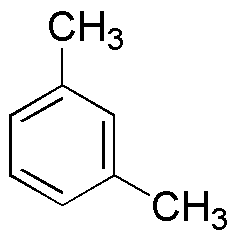
間二甲苯
1,3,5-三甲苯
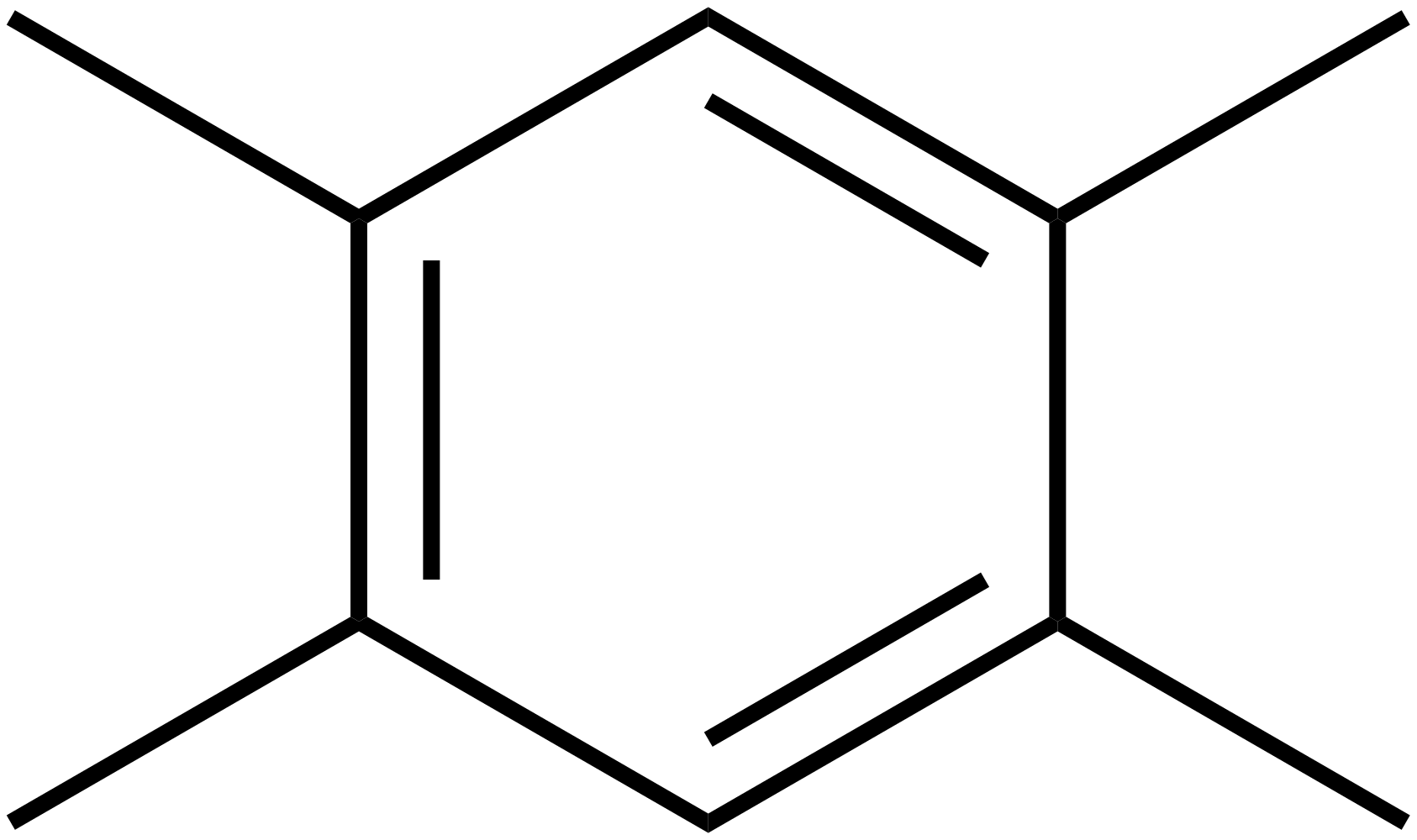
1,2,4,5-四甲苯
2-苯基己烷
聯苯
苯酚
苯胺
硝基苯
苯甲酸
阿斯匹靈
對乙醯氨基酚
苦味酸